# اس‌اس باروسا
اس‌اس باروسا (به انگلیسی: SS Barossa) یک کشتی بود که طول آن ۳۶۷ پا 1 اینچ (۱۱۱٫۸۹ متر) بود. این کشتی در سال ۱۹۳۸ ساخته شد.